# Инд
Инд (тиб. སེང་གེ།་གཙང་པོ, кит. 印度河, хинди सिन्धु नदी, з.-пандж. دریاۓ سندھ, пушту اباسين‎, синдхи سنڌوندي, урду دریائے سندھ‎) — крупная река в Южной Азии, берёт начало на территории Китая в Гималаях и протекает большей частью по территории северо-западной Индии и Пакистана. Исток находится на Тибетском нагорье, устье — на севере Аравийского моря, недалеко от города Карачи. Длина Инда — 3180 км, площадь водосборного бассейна — 960 000 км². Средний расход воды у города Котри — 390 м³/с.
Инд (Синдху) — одна из главных рек ведийского Семиречья.

## Этимология
Названия: санскр. सिन्धु (IAST: Sindhu); урду سندھ‎ (Sindh); синдхи سندھو (Sindhu); в.-пандж. سندھ (IAST: Sindh); авест. Hindu; пушту اباسين‎ (Abāsin, Абба-Син — «отец рек»); перс. هند‎ («Hind»); тиб. སེང་གེ།་གཙང་པོ (Sênggê Zangbo «Львиная река»); кит. упр. 印度河, пиньинь Yìndù Hé; греч. Ινδός (Индос). Русское название Инд — от хинди, урду Синдх — «река».

## Гидрография

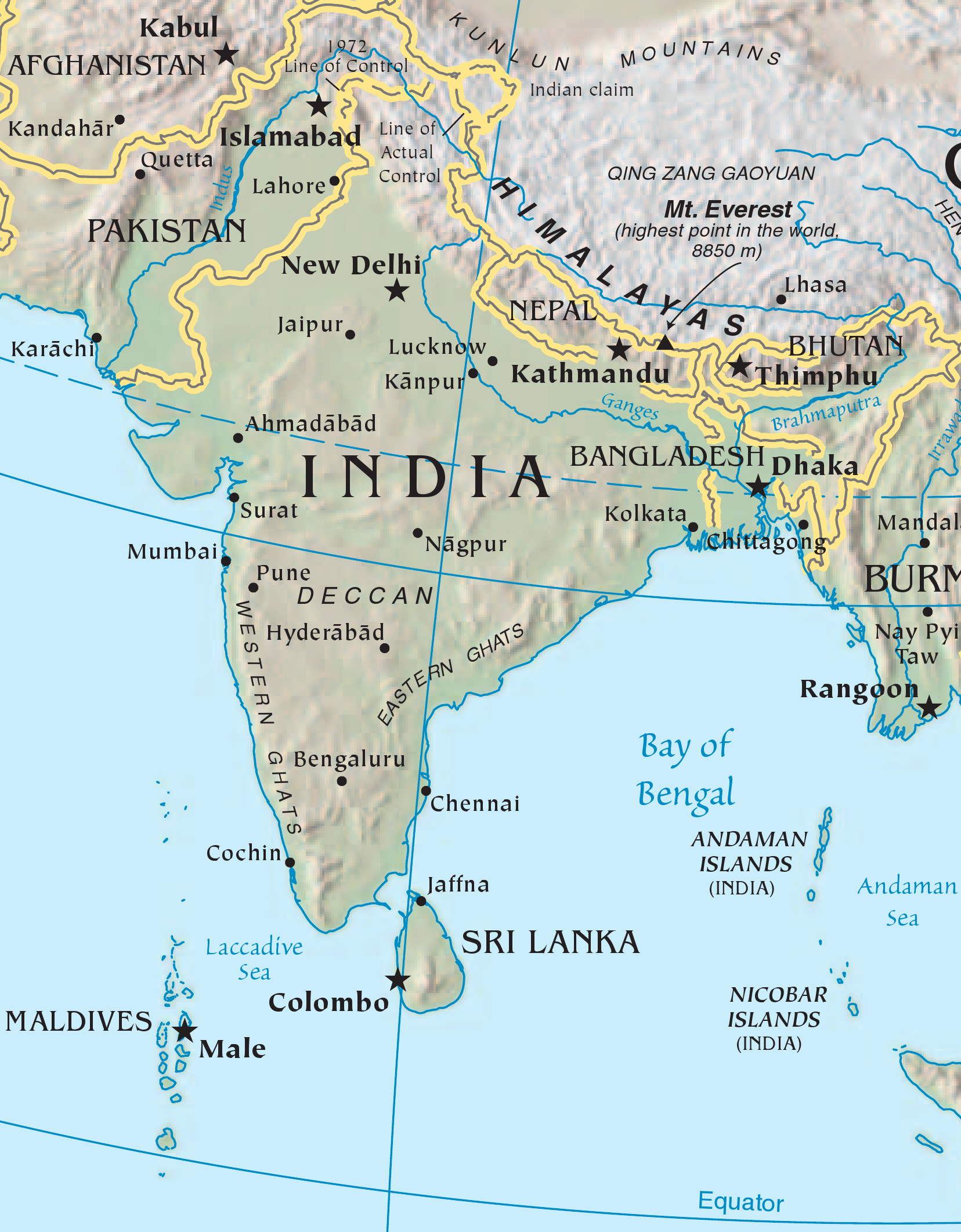
Река Инд берёт начало в Гималаях на Тибете (Китай), протекает на северо-востоке Кашмира (Индия) и по территории Пакистана.

### Исток и верхнее течение
Исток реки находится на высоте около 5300 м (5182 м по Геословарю и 5500 м по Британнике) на юго-западе Тибетского нагорья, на северном склоне горы Кангринбоче (Кайлас), примерно в 40 км к северу от озера Мапам-Юмцо. Под названием Сенгге́-Дзангбо́ (Шицюаньхэ́) течёт до слияния с рекой Гар-Дзангбо́ у деревни Лангмар, где получает название Инд.
Более 1000 км Инд протекает на северо-запад через горы Каракорума, следуя глубокой тектонической долине и образуя многочисленные скалистые ущелья. Границу между Тибетским автономным районом и индийской союзной территорией Ладакх Инд пересекает на высоте 4572 м недалеко от населённого пункта Демчок. После продолжительного горного участка река выходит в долину, где расположен древний город Лех. Недалеко от Леха в Инд вливается река Заскар (слева), после чего у города Тингмосганг река вновь уходит в ущелье и течёт к приграничному поселению Баталик.
После пересечения границы между Ладакхом и пакистанским Гилгит-Балтистаном в Инд впадает река Шинго. Ещё примерно через 80 км в Инд справа впадает река Шайок. У Скарду (главного города Балтистана) в Инд справа впадает река Шигар, питаемая в том числе крупнейшими ледниками Биафо и Балторо. Инд достигает своей самой северной точки у пика Харамош, после чего сливается с рекой Гилгит (тоже справа) у города Бунджи и поворачивает на юго-запад, прорываясь между отрогами Гималаев и Гиндукуша. Отсюда по берегу Инда идёт Каракорумское шоссе. Почти сразу после слияния с Гилгитом Инд пополняется водами реки Астор и протекает у подножия горы Нанга-Парбат, которая питает реку своими ледниками. Затем Инд пересекает границу Кашмира и втекает на территорию Пакистана.
В среднем течении пересекает холмистые низкогорья, где в 1977 году была построена дамба Тарбела. После этого Инд принимает крупный приток Кабул (высота места слияния — около 610 м), протекает по Калабагскому ущелью между отрогами Сулеймановых гор и Соляного хребта и затем выходит на Индо-Гангскую равнину.

### Равнинный участок
Слившись с рекой Соан и выйдя на равнины Пенджаба у города Дауд-Хель, Инд делится на несколько рукавов и проток. Река и сопутствующие ей каналы протекают через города Мианвали и Дера-Исмаил-Хан. У города Кот-Адду построена плотина Таунса. Пройдя через Дера-Гази-Хан, Инд принимает воды самого большого притока Инда реки Панджнад, после чего ширина реки увеличивается с 400—500 м до 1—2 км. У города Суккур (область Синд) от Инда отделяется рукав Нара, но моря достигает лишь в половодье, хотя в древности, по-видимому, служил главным руслом. В нижнем течении Инд пересекает западную окраину пустыни Тар. Пройдя по равнине свыше 1800 км, впадает в Аравийское море.
Река несёт большое количество наносов, поэтому её русло приподнято над песчаной равниной. На значительном протяжении русло реки обваловано для защиты прилегающих территорий от наводнений, которые иногда случаются. В 1947 и 1958 годах паводком были уничтожены большие площади, наводнение 2010 года также нанесло большой ущерб стране. Иногда сильные наводнения заставляют реку менять своё русло.

### Дельта

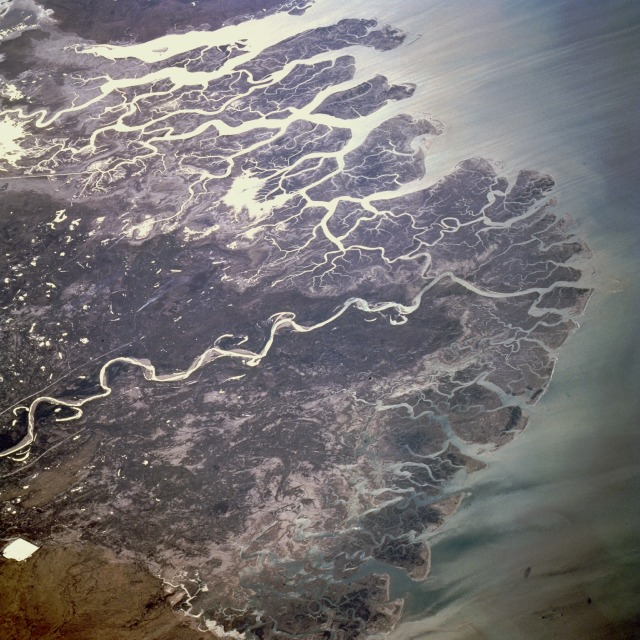
Дельта Инда

У Хайдарабада, расположенного в 150 км от моря, начинается дельта Инда, которая имеет площадь 30 тыс. км² (седьмая по величине в мире) и длину морского берега 250 км. Река делится на 11 основных рукавов, полное же число проток в дельте Инда точно определить невозможно, потому как каждое половодье изменяет весь рисунок. В течение этого столетия и главное русло много раз переменяло место. В настоящее время основное русло реки называется Гаджамро, впадает в море в точке с координатами 24°6' с. ш. и 67°22' в. д. Прибрежная полоса глубиной от 8 до 32 км заливается при приливе.
Дельта Инда сформировалась в течение голоцена.

### Список притоков
Крупнейшие из притоков:
| Название                     | Высота, м | Координаты точки слияния        |
| ---------------------------- | --------- | ------------------------------- |
| Сенгге-Дзангбо и Гар-Дзангбо | 4144      | 32°26′24″ с. ш. 79°42′49″ в. д. |
| Ханле                        | 4053      | 33°10′06″ с. ш. 78°49′26″ в. д. |
| Занскар                      | 3050      | 34°09′56″ с. ш. 77°19′54″ в. д. |
| Сангелума-Чу                 | 2783      | 34°34′32″ с. ш. 76°31′45″ в. д. |
| Шинго                        | 2580      | 34°44′48″ с. ш. 76°12′58″ в. д. |
| Шайок                        | 2258      | 35°13′43″ с. ш. 75°55′05″ в. д. |
| Шигар                        | 2180      | 35°19′30″ с. ш. 75°37′44″ в. д. |
| Гилгит                       |           | 35°44′24″ с. ш. 74°37′25″ в. д. |
| Астор                        |           | 35°34′11″ с. ш. 74°38′40″ в. д. |
| Кандин                       | 789       | 35°25′55″ с. ш. 73°12′17″ в. д. |
| Чаурудара                    | 725       | 35°08′33″ с. ш. 73°04′56″ в. д. |
| Хан-Кхвар                    |           | 34°55′23″ с. ш. 72°52′46″ в. д. |
| Кабул                        |           | 33°53′58″ с. ш. 72°14′09″ в. д. |
| Харо                         |           | 33°46′01″ с. ш. 72°14′39″ в. д. |
| Кохат-Той                    |           | 33°23′48″ с. ш. 71°48′09″ в. д. |
| Соан                         | 211       | 33°01′13″ с. ш. 71°43′14″ в. д. |
| Куррам                       |           | 32°37′01″ с. ш. 71°21′24″ в. д. |
| Панджнад (Сатледж)           |           | 29°08′42″ с. ш. 70°42′55″ в. д. |

### Водный режим
На горном участке Инд питается в основном за счёт таяния снега и ледников, где сток составляет около 220 км³/год, при среднем расходе воды около 7000 м³/с. Расход минимален в зимние месяцы (декабрь-февраль), с марта по июнь вода поднимается. В нижней части бассейна река пополняется водами от муссонных дождей, что приводит к весенне-летнему половодью (март — сентябрь). В этот период вода поднимается на 10—15 м в горах, и 5—7 м в равниной части. В период высокой воды (июль-сентябрь) русло реки на пойменных участках достигает 5—7 км в ширину (в районе города Дера-Исмаил-Хан ширина доходит до 20—22 км).
Средний расход воды у Хайдарабада 3850 м³/с, но в многоводные годы этот показатель может достигать 30 тыс. м³/с. После выхода на равнину Инда теряет воду через испарение и просачивание. В засушливые периоды Инд в нижнем течении может пересыхать и не достигать Аравийского моря.
Существуют физиографические и исторические свидетельства, доказывающие, что по крайней мере со времён культуры Мохенджо-Даро Инд несколько раз изменял положение своего русла ниже южного Пенджаба. В районе городов Рохри и Суккур река зажата между известняковыми утёсами, а южнее русло реки переместилось на запад, особенно её дельта. За последние 7 веков в верхней части Синда Инд переместился на 15-30 км к западу.

## Бассейн

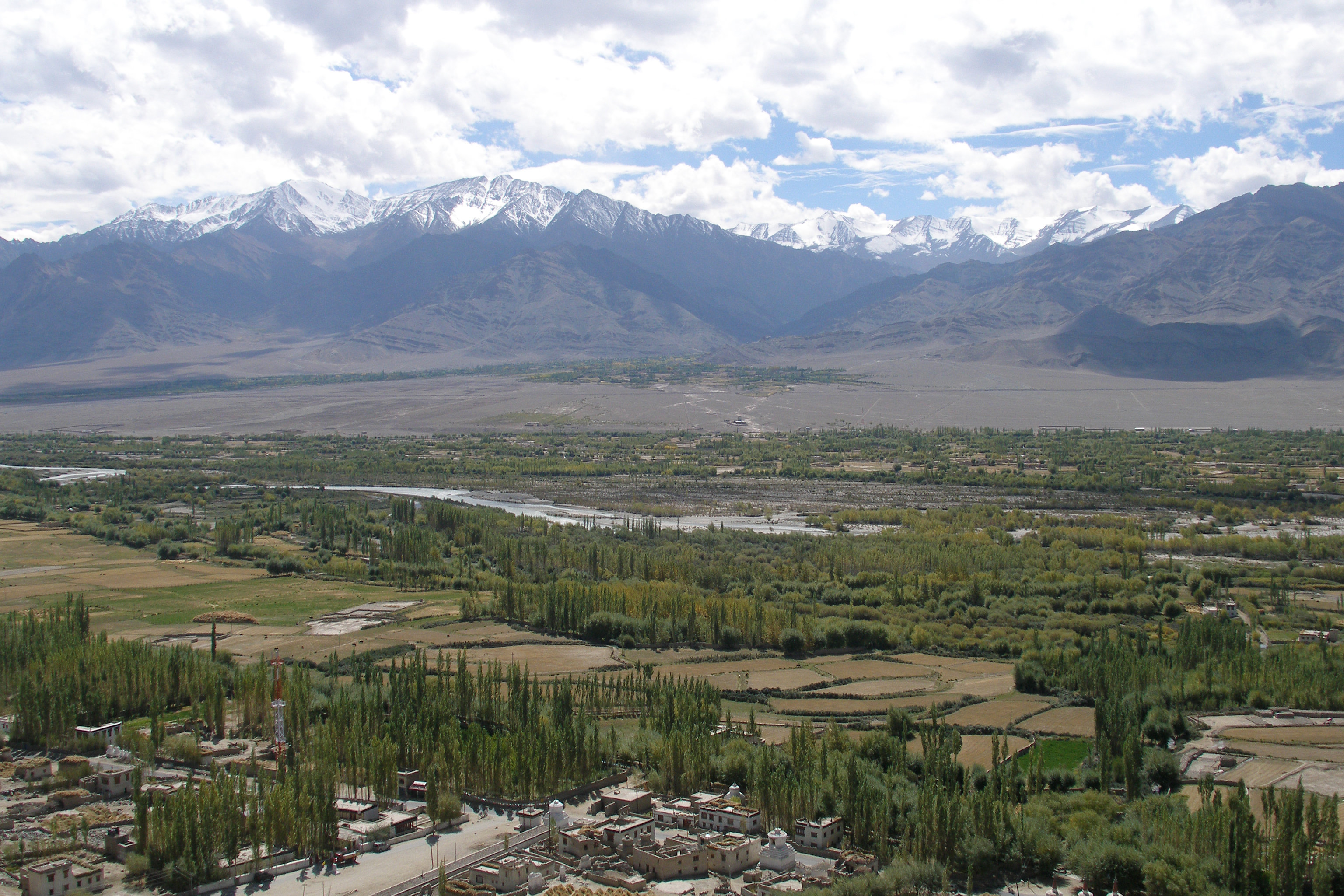
Долина Инда в Ладакхе, Индия

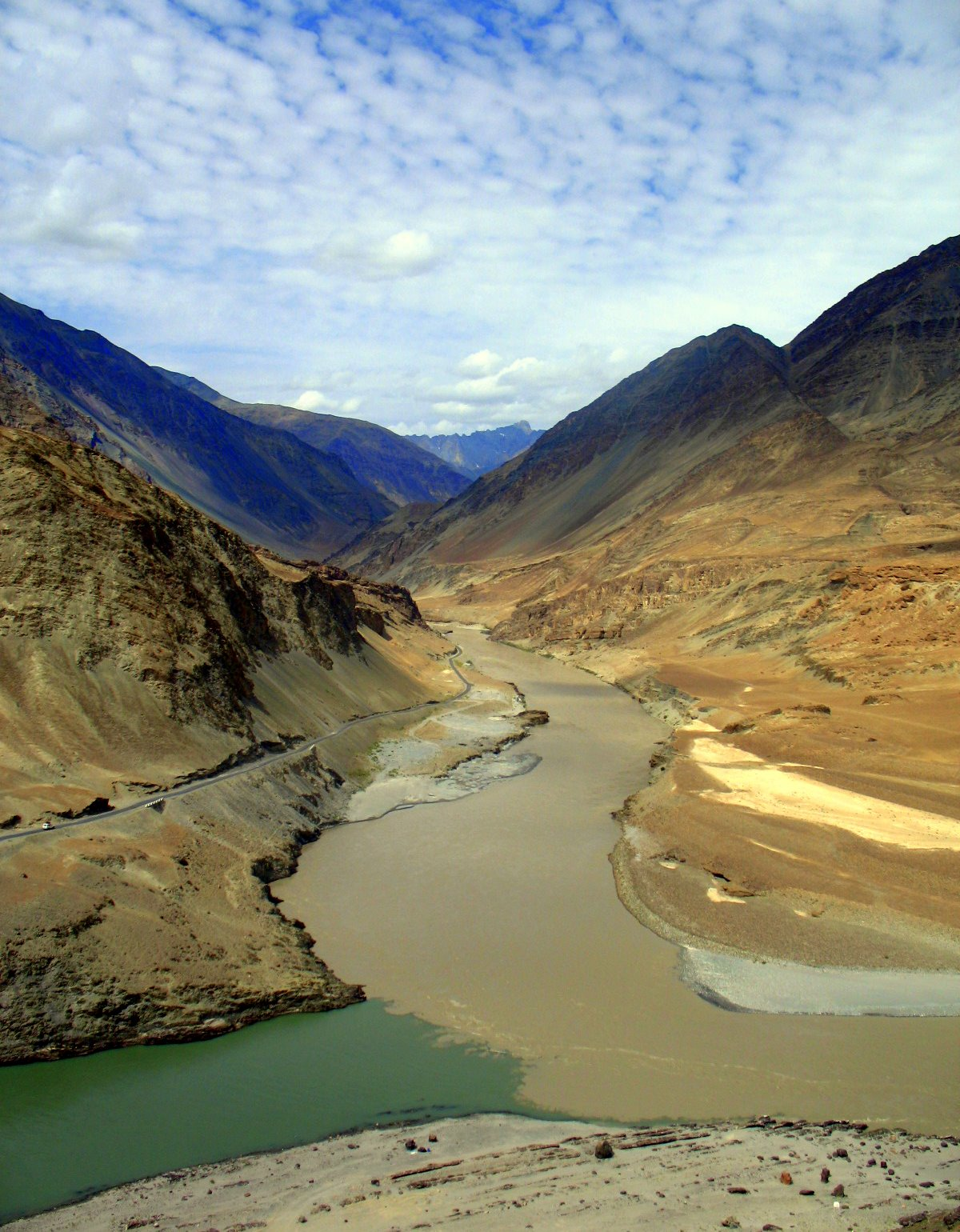
Слияние Инда (зелёная вода) с Занскаром (коричневая)

Площадь бассейна Инда составляет 970 тысяч квадратных километров, что делает его двенадцатым в мире по этому показателю.
Климат региона аридный и полуаридный. Осадки носят сезонный характер, в нижней части Инда их величина невелика, при этом больше половины осадков приходит с Юго-Западным муссоном (в период июль-сентябрь). На равнине среднегодовое количество осадков составляет меньше 100 мм, однако по мере поднятия вверх по течению эта цифра увеличивается, достигая величины в 500 мм в Лахоре и 2000 мм у Гималай. Засушливый климат обуславливает сильное испарение с поверхности воды, особенно в нижнем течении Инда, где величина испарения может достигать 2000 мм в год.
Главными питательными районами Инда являются западный Тибет, горная система Каракорум и Индско-Ярлунгская сутура (сутура — место соединения различных тектонических частей вдоль разлома). Влияние притоков с Индостанской плиты весьма незначительно.

## Геология

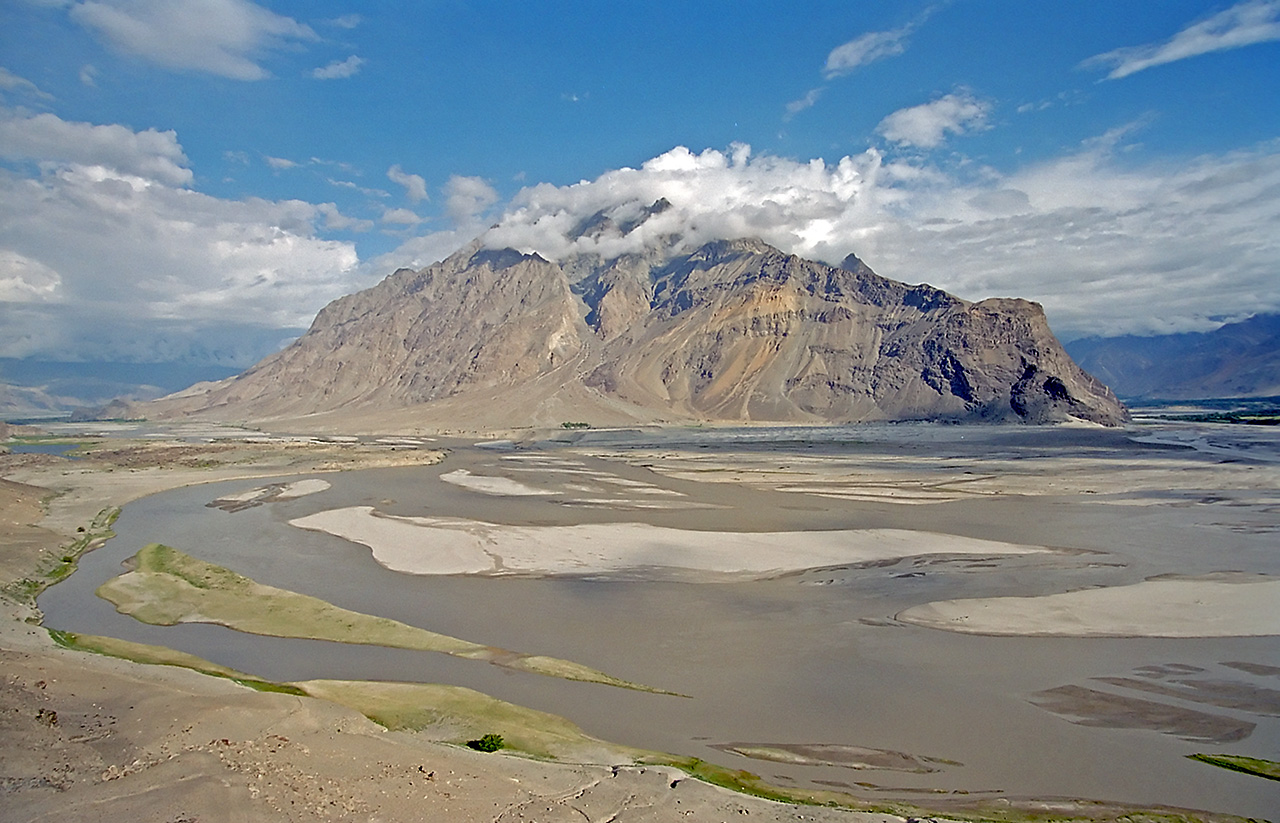
Река Инд около Скарду, Пакистан

Появление реки относят к периоду после столкновения Индостанской плиты с Азией (столкновение произошло по разным оценкам от 55 до 35 миллионов лет назад в эпоху Эоцена Кайнозойской эры). Таким образом, Инд может считаться одной из древнейших рек мира, он старше, чем Гималаи, которые достигли своей окончательной высоты, когда Инд уже существовал. За время существования Инда происходили значительные деформации поверхности земли, в частности заметные поднятия, но они не повлекли существенных перемещений русла. Данные исследований показывают, что в древности Инд являлся стоком с Лхасской плиты, и его Инда произошло во взаимоувязке столкновения Индостанской плиты с Азией и поднятием частей Лхасской плиты.
Инд сыграл важную роль в формировании поверхности региона. Стабильность его положения в течение нескольких десятков миллионов лет со времён Ипрского яруса послужила тому, что воды Инда приняли активное участие в эрозийных процессах. Осадочные породы с Гималаев выносились водами прото-Инда в Аравийское море уже с середины Эоцена, усиляя эрозию поднимающихся Каракорума и Лхасской плиты. В то время как многие реки восточной Азии оказывались за период своей истории запертыми в процессе горообразования, Инд, текущий по образовавшемуся в ходе столкновения плит шву, за миллионы лет сместился лишь на 100 километров к востоку (это было вызвано поднятием Сулеймановых гор и их давлением на долину Инда в восточном направлении). Вынос Индом осадочных пород также влиял на формирование Мекрана, перед тем как осуществилось поднятие хребта Марри у Аравийской котловины, одной из причин которого также было активное поступление наносов. Помимо стокилометрового смещения русла Инда на восток, также произошло перемещение дельты реки в южном направлении. Причиной этого послужил естественный процесс продвижения дельт водных потоков в моря, обусловленных выносом частиц, а также тектоническими процессами сжатия в этом месте моря.
Завершение поднятия Тибета и снижение активной седиментации 8,5 миллионов лет назад происходило одновременно с возникновением Южно-Азиатских муссонов.

## Климат
За исключением горного участка в Пакистане, долина Инда лежит в наиболее сухой части Индийского субконтинента. Среднегодовое число осадков на всей длине Инда изменяется от 125 до 500 мм. В дополнение к гималайским ледникам Инд подпитывается муссонными дождями с июля по сентябрь.
В северной части бассейна Инда температура января опускается ниже нуля, а в июле доходит до 38 °C. Река не замерзает. Одно из наиболее жарких мест на Земле — город Джейкобабад располагается к западу от Инда в верхнем Синде — температура там поднимается до 49 °C.

## Флора и фауна
Оценки долины Инда времён Александра Македонского свидетельствуют о густых лесах, покрывавших этот регион в прошлом. Однако в настоящее время эти леса существенно уменьшились. Основатель государства Великих Моголов Бабур в своих воспоминаниях Бабур-наме писал о носорогах, встречающихся на берегах реки. Интенсивное обезлесение и воздействие человека на экологическую ситуацию в Сивалике привело к сильному ухудшению условий произрастания. Долина Инда представляет собой засушливый регион с малым количеством растительности. Сельское хозяйство поддерживается большей частью за счёт ирригации.
Бассейн Инда и сама река отличаются биологическим разнообразием. Область является местом обитания для примерно 25 видов амфибий и 147 видов рыб, из которых 22 встречаются только в Инде.

### Млекопитающие
Индский дельфин (Platanista minor, или P. gangetica minor) является видом зубатых китов, который обитает только в речной системе Инда, большей частью на территории провинций Синд и Пенджаб. В прошлом он также появлялся и в притоках реки. Согласно данным Всемирного фонда дикой природы, индский дельфин находится на первых местах среди китообразных, оказавшихся под угрозой исчезновения. Предположительно, осталось только около тысячи особей дельфина, значительная часть которых обитает на коротком участке реки в 130 километров длиной между плотинами Суккур и Гудду в Синде. Дельфин почти полностью слеп и ориентируется с помощью эхолокации.

### Ихтиофауна
Рыбы представлены семействами карповых (индийские чехони-шелы, данио, барбусы, маринки и пр.), вьюновых (боции и пр.), багариевых, сомовых, макроподовых (колизы и пр.), змееголовых (змееголовы и пр.) и других. Популярной гастрономической рыбой является рыба Ilish из семейства сельдевых.
Величина рыбных запасов в реке довольно велика, а города Суккур, Татта и Котри являются крупными рыбными центрами. Но забор воды на оросительные нужды и строительство плотин вынудили осуществлять специальные меры по поддержанию количества рыбы.

## История
В середине III тысячелетия до н. э. в долине Инда сложилась одна из древнейших цивилизаций. Позже по долине Инда и его притоков проходил Великий шёлковый путь.
Во время Арабских завоеваний арабами были захвачены низовья Инда.

## Хозяйственное использование

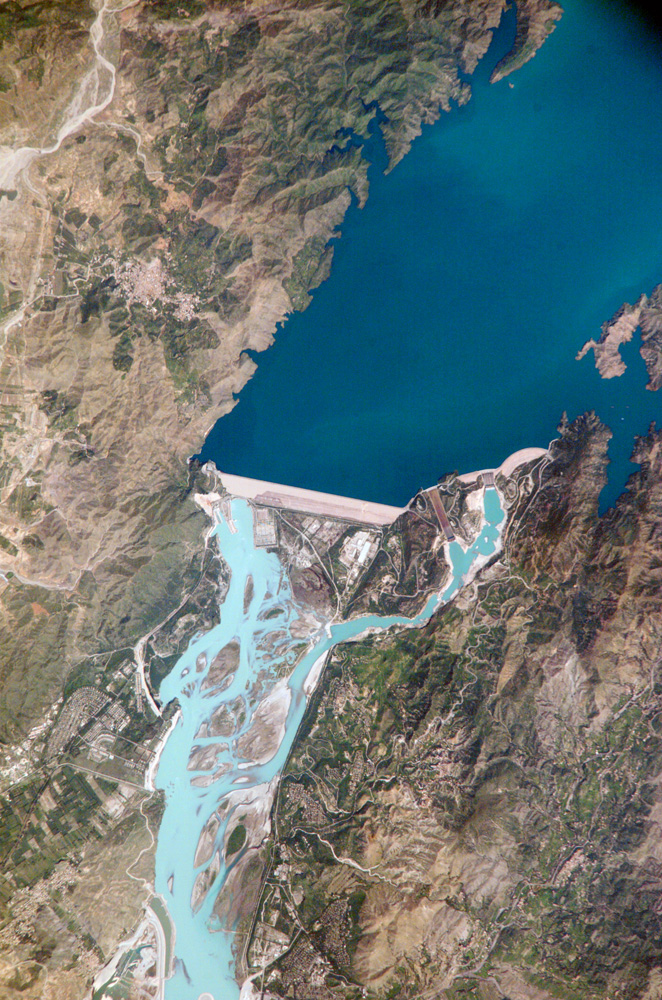
Плотина Тарбела на Инде

- Гидроэнергетический потенциал Инда оценивается в 20 млн кВт[4]. Построено 14 больших плотин, в том числе Суккурская плотина. Величина стока наносов в среднем составляет около 450 миллионов тонн в год.

Проблема использования водных ресурсов рек бассейна Инда не раз вызывала конфликты между Индией и Пакистаном, а также между отдельными штатами. Договор о водах Инда, заключённый в 1960 году, регулирует распределение вод пяти рек Пенджаба.

### Орошение
В нижней части бассейна Инда орошается около 12 млн га земель (главным образом в Пенджабе и в дельте), до устья доходит менее половины стока реки. Суммарная длина ирригационных каналов составляет примерно 65 тыс. км, с помощью ирригационных сооружений орошается свыше 1,7 млн га.

### Судоходство
Судоходство по Инду осуществляется обычно от устья до города Дераисмаилхан (около 1200 км). Ещё выше, до города Атток, у устья реки Кабул могут подниматься небольшие плоскодонные суда.

### Гидротехнические сооружения
Главные плотины и дамбы на Инде:
| Название                         | Год постройки | Максимальный расход, м³/с |
| -------------------------------- | ------------- | ------------------------- |
| Дамба Тарбела                    | 1976          | 18386                     |
| Дамба Мангла                     | 1967          | 24630                     |
| Ghazi-Barotha Hydropower Project | 2004          | 500 000                   |
| Jinnah Barrage                   | 1946          | 950 000                   |
| Chashma Barrage                  | 1971          | 1 100 000                 |
| Taunsa Barrage                   | 1959          | 750 000                   |
| Guddu Barrage                    | 1962          | 1 200 000                 |
| Sukkur Barrage                   | 1932          | 1 500 000                 |
| Kotri Barrage                    | 1955          | 875 000                   |

## Экология

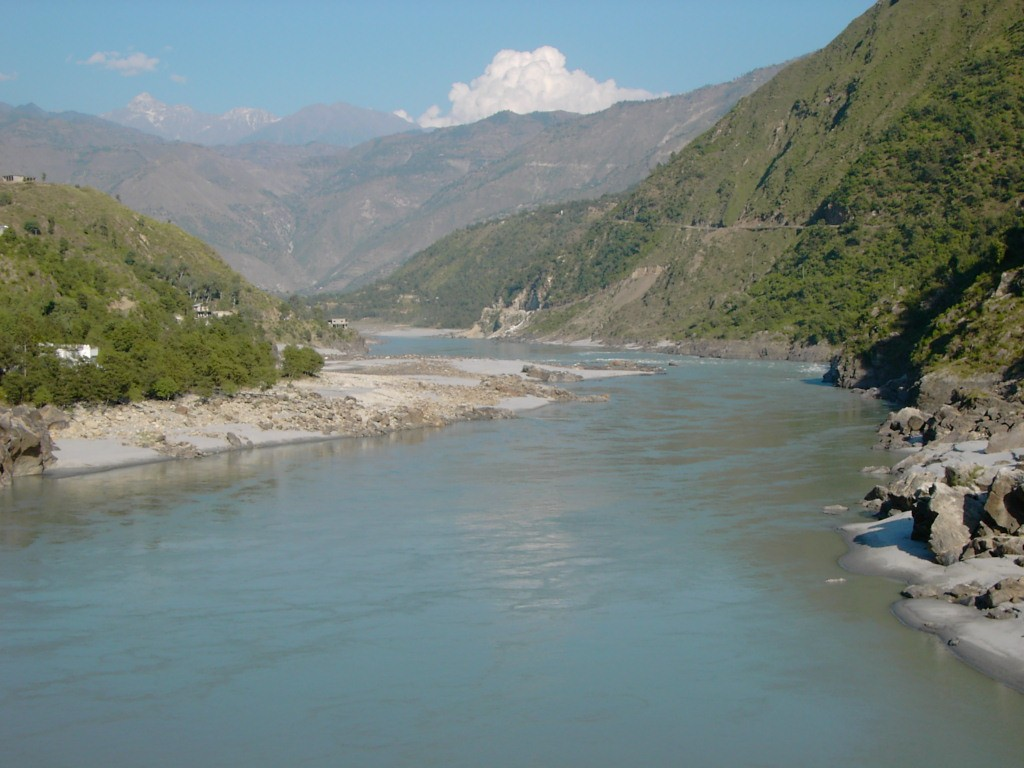
Вид на Инд с Каракорумского шоссе

С начала двадцатого века Инд претерпел колоссальные изменения, что негативным образом сказалось почти на всей дикой природе, относящейся к реке. Строительство плотин и дамб привело к рекордному снижению расходов воды в дельте Инда и объёмов поступающих наносов. В течение второй половины двадцатого века расход упал на порядок. Значительно уменьшились судоходные пути от дельты вглубь реки. Пресная вода практически не доходит до дельты, только изредка в период действия муссонов. Размер дельты, в силу того, что наносы практически перестали поступать, значительно уменьшился (приблизительно с 6200 до 1200 квадратных километров). Наблюдается поступление морской воды в реку, солёная вода проходит до 75 километров вверх по течению. Отсутствие пресной воды и поступление морской привело к уничтожению больших площадей сельскохозяйственных угодий, несколько поселений у побережья прекратили своё существование, несколько сотен тысяч людей вынуждены были сменить место жительства. Сильная волновая энергия, присущая водам дельты Инда, вкупе с прекращением поступления наносов вызывает опустынивание и деформацию береговой линии.
Озеро Манчхар играет существенную экологическую роль в функционировании бассейна реки Инд.

## Инд в искусстве
Веды (Ригведа) восхищаются Индом, колыбелью Индии. Синдху (Инд) — одна из главных рек Семиречья (Саптасиндху).
«Инд превосходит все текущие потоки… Его гул поднимается с земли до неба, он создаёт бесконечную силу во вспышках света… Ровно как коровы с молоком ведут телят, так другие реки гремят в Инде. Как царь-воин возглавляет воинов, так Инд ведёт другие реки… Богатый хорошими конями, богатый золотом, знатного вида, богатый в достатке здоровья». В этом гимне Инд является «мужской» рекой. В других гимнах, небесные мудрецы сходят с неба в Инд. Веды обращаются к Гангу дважды, а к Инду более 30 раз. Инд дал провинции Пакистана Синд своё имя.
Алишер Навои упоминает Инд (Синд) в своей поэме о путешествии Искандера в Индию. Река с севера ограничивает волшебный лес Нигар с сандаловыми деревьями, маслинами и чинарами. От растущего в ней сахарного тростника вода в реке была сладкая.